# Ina Kaplan
Ina Kaplan (geb. Jentschura; * 14. Mai 1987) ist eine deutsche Poolbillardspielerin. Sie wurde zwölfmal Deutsche Meisterin.

## Karriere
Im Alter von 17 Jahren begann Ina Kaplan Billard beim BSV Essen zu spielen. Bei der Deutschen Meisterschaft 2007 erreichte sie das Viertelfinale im 8-Ball-Pokal, 2008 wurde sie Fünfte im 8-Ball und kam im 14/1 endlos auf den neunten Platz. 2009 wurde sie erstmals Deutsche Meisterin. Durch Finalsiege gegen Kim Witzel beziehungsweise Simone Künzl gewann sie den Titel im 8-Ball und im 9-Ball. Im März 2010 nahm sie erstmals an der Europameisterschaft teil. Dort wurde sie im Finale gegen die Österreicherin Jasmin Ouschan Vize-Europameisterin im 10-Ball und wurde Dritte im 9-Ball. Bei der EM 2011 erreichte sie im 10-Ball sowie im 14/1 endlos den neunten Platz. Im November desselben Jahres wurde sie bei der Deutschen Meisterschaft Dritte im 8-Ball. 2012 wurde sie im Finale gegen Daniela Benz Deutsche Meisterin im 9-Ball und gewann im 8-Ball sowie im 10-Ball die Bronzemedaille. Wenige Wochen später gewann sie auf der Euro-Tour der Damen mit dem zweiten Platz beim Turnier in Guimarães ihre erste Medaille. Im März 2013 wurde sie beim in Treviso Dritte. Bei der EM 2013 erreichte sie im 9-Ball und im 14/1 endlos das Viertelfinale. Im August 2013 belegte sie bei der 9-Ball-Weltmeisterschaft den 33. Platz. Im November 2013 gewann sie bei der Deutschen Meisterschaft zwei Goldmedaillen sowie eine Silbermedaille. Bei der 10-Ball-WM wurde sie Neunte. Auf der Euro-Tour erreichte sie 2013 in St. Johann den dritten Platz und gewann im Dezember das Turnier in Treviso. Bei der EM 2014 gelang ihr im 10-Ball der Einzug ins Finale. Dort unterlag sie der Polin Katarzyna Wesołowska mit 2:6. Bei der Deutschen Meisterschaft 2014 gelang es ihr als zweiter Spielerin nach Franziska Stark (1991) Deutsche Meisterin in drei Disziplinen zu werden. Zudem erreichte sie das Finale im 8-Ball, das sie jedoch gegen Melanie Süßenguth verlor. Im Dezember 2014 kam sie beim Euro-Tour-Turnier in Treviso auf den zweiten Platz.
Seit 2011 spielt Kaplan beim BC Siegtal 89. Mit diesem stieg sie 2013 in die 2. Bundesliga und 2014 in die 1. Bundesliga auf. In der Saison 2014/15 spielte sie somit als erste Frau in der höchsten deutschen Poolbillard-Liga.
Bei der Team-Weltmeisterschaft 2014 bildete Kaplan gemeinsam mit Thorsten Hohmann, Ralf Souquet und Sebastian Staab die deutsche Mannschaft, die im Viertelfinale gegen Japan ausschied.

## Sonstiges
Kaplan ist seit 2012 mit dem Poolbillardspieler Jörn Kaplan verheiratet, mit dem sie 2014 die Deutsche Mixed-Meisterschaft gewann. Sie haben ein Kind.
Derzeit arbeitet Kaplan als wissenschaftliche Mitarbeiterin im Fachbereich Germanistik der Universität Siegen.